# Wang Zhong (Qing-Dynastie)

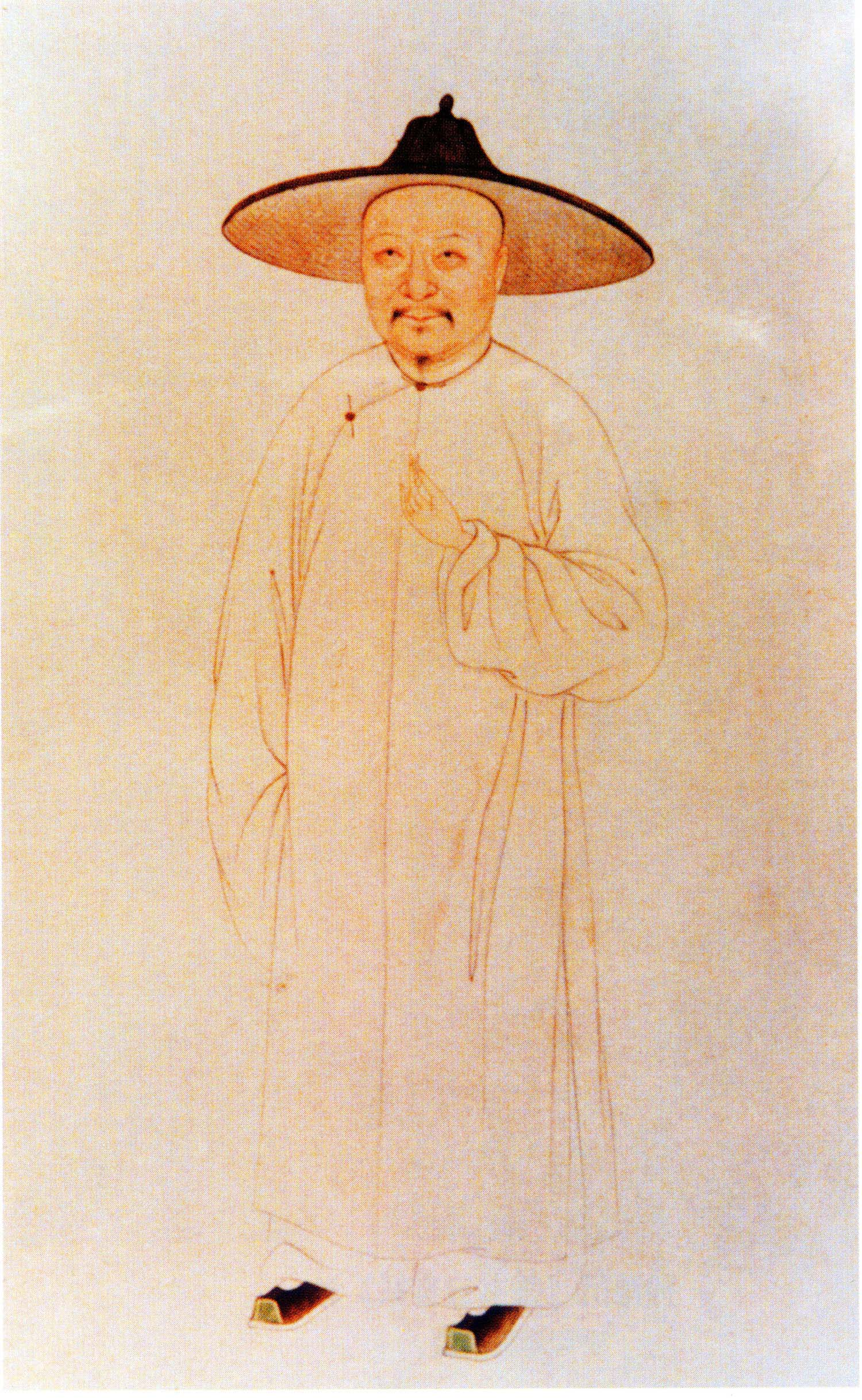
Wang Zhong
(Qingdai xuezhe xiangzhuan)

Wang Zhong (chinesisch 汪中, Pinyin Wāng Zhōng, W.-G. Wang Chung; geboren 1745; gestorben 1794) war ein chinesischer Gelehrter der Zeit der Qing-Dynastie.

## Leben und Werk
Wang stammte aus Jiangdu  (Yangzhou, Jiangsu).  Seine Familie war arm, sein Vater starb, als er sieben Jahre alt war. In seiner Jugendzeit arbeitete er in einem Buchladen, was ihm Gelegenheit gab, weitgefächert zu lesen und das Fehlen einer Bildung offizieller Natur zu kompensieren. Beim Studium der klassischen Schriften betonte er den praktischen Wert und begrenzte sein Studium nicht auf Hanxue (漢學 / 汉学,  Hànxué,  Han-hsüeh) und Songxue (宋學 / 宋学,  Sòngxué,  Sung-hsüeh), sondern nahm aus allen Schulen auf, was er für richtig hielt. Meister Mo (Mo Di) und Meister Xun (Xunzi) schätzte er besonders, er behauptete, dass der erstere dem Bedürftigen hilfreich sei, während der letztgenannte viel getan habe für die Entwicklung und die Weitergabe der Sechs Klassiker. Als sein wichtigstes Werk gilt seine Prosasammlung Shuxue 述学.
Zum Da Dai liji 大戴礼记 (Aufzeichnungen über die Riten in der Redaktion des älteren Dai) von Dai De 戴德 schrieb er seine Korrektur der Irrtümer darin, das Da Dai liji zhengwu 大戴礼记正误 (Huang Qing jingjie). Die Hanyu da zidian-Bibliographie nennt von Wang Zhongs eigenen Werken bzw. Ausgaben: Rongfu xiansheng yishi 容甫先生遗诗 (Sibu congkan), Shuxue 述学 (Sibu congkan), Jingyizhi xin ji 经义知新记 (Yihai zhuchen 艺海珠尘) und Jiuxue xuyi 旧学蓄疑  (Muxixuan congshu 木犀轩丛书).
Er wurde als der "arroganteste Gelehrte seiner Zeit" charakterisiert.
Wang Zhong war mit dem Gelehrten Wang Niansun (1744–1832) befreundet.